# De oude Rinkrank
De oude Rinkrank of De oude Ringrang is een sprookje uit Kinder- und Hausmärchen met volgnummer KHM196, opgetekend door de gebroeders Grimm. De oorspronkelijke naam is Oll Rinkrank.

## Het verhaal
Een koning heeft een dochter en heeft een glazen berg laten maken, degene die hier over kan komen zonder te vallen krijgt zijn dochter als vrouw. Iemand komt voor de koningsdochter en ze loopt met hem over de berg, maar in het midden glijdt ze uit en stort in de geopende glazen berg. Meteen sluit de berg zich weer en de man is erg bedroefd, hij laat de berg afgraven en hoopt haar te vinden. De koningsdochter is in een diep groot hol en komt een oude man met lange grijze baard tegen. Ze mag blijven leven als ze zijn dienstmeid wordt en doet wat haar gezegd wordt. Ze gehoorzaamt en 's ochtends klimt hij met een ladder uit zijn zak naar boven en trekt de ladder dan op. Ze ziet dat hij veel goud en zilver bij zich heeft als hij terugkomt en na jaren noemt hij haar vrouw Mansrood en zij noemt hem oude Ringrang.
Als oude Ringrang op een dag weg is doet ze de deuren en ramen op slot en een klein schuifraampje laat ze open, hier komt licht door. Oude Ringrang zegt haar hem binnen te laten en ze weigert, waarna hij beveelt zijn borden te wassen. Dit heeft ze al gedaan en ook het bed is al opgemaakt, maar ze maakt de deur niet open. Ringrang ziet het luikje openstaan en kijkt naar binnen, maar zijn baard steekt door het luik en vrouw Mansrood trekt het luik dicht. De baard is er in geklemd en hij schreeuwt en smeekt hem vrij te laten. Ze wil dit wel doen, als hij haar de ladder geeft en ze klimt naar boven. Via een touw doet ze het schuifraam open en de koning is blij zijn dochter terug te zien. De bruidegom is er ook nog en ze trouwen, ze graven de berg af en vinden oude Ringrang met al zijn goud en zilver.

## Achtergronden bij het sprookje
- Het sprookje komt uit Friesisches Archiv en was in dialect opgetekend.
- De glazen berg staat symbool voor het einde van de wereld, zie ook De ijzeren kachel (KHM127) en De trommelslager (KHM193). Volgens sommigen is het een beeld van het hiernamaals of de onderwereld.